# Gunnora di Normandia
Gunnora di Normandia (950 circa – 5 gennaio 1031) fu, come moglie di Riccardo I di Normandia, contessa di Rouen e marchesa di Normandia, dal 968 circa al 996.

## Origine
Di Gunnora non si conoscono gli ascendenti. Comunque ce la descrivono come una vergine di aspetto molto gradevole, discendente da una nobilissima famiglia di origine vichinga (danese), sia il monaco e scrittore normanno, Guglielmo di Jumièges, che il cronista, priore dell'abbazia di Bec e sedicesimo abate di Mont-Saint-Michel, Robert di Torigny, nella sua Chronique. Anche il cronista normanno decano della collegiata di San Quintino, Dudone di San Quintino la descrive come discendente da una famiglia estremamente famosa di nobili di origine danese e la definisce la più bella di tutte le fanciulle normanne, che conosce bene le arti femminili. Inoltre della famiglia d'origine di Gunnora si sa che si stabilì, in un momento imprecisato, nel Pays de Caux, in Alta Normandia e Roberto di Torigni afferma che era figlia di un uomo originario di quelle parti.

## Biografia
Gunnora nacque probabilmente attorno al 950 e pare che la sua famiglia fosse fra le più eminenti della Normandia occidentale ed ella stessa era probabilmente piuttosto ricca.
Gunnora, poco dopo la morte di Emma, che era stata la prima moglie, sia secondo il Torigni che secondo Guglielmo di Jumièges, si unì in matrimonio al conte di Rouen e marchese dei Normanni, Riccardo I (933-996), figlio naturale (in quanto l'unione era secondo il more danico o uso pagano, come ci conferma Guglielmo di Jumièges) di Guglielmo I Lungaspada jarl (equiparabile al titolo di "conte") dei Normanni e conte di Rouen, che era stato anche duca di Bretagna, e della sua sposa, Sprota, che, secondo i Flodoardi Annales era bretone, di alto lignaggio, come ci informa Dudone di San Quintino.
Roberto di Torigni fornisce il resoconto di come sarebbe avvenuto il primo incontro fra Gunnora e Riccardo. Ella era ospite della sorella Seinfreda e Riccardo si trovava a cacciare nei boschi in quei pressi quando sentì parlare della bellezza della moglie del guardaboschi locale. A quel punto egli ordinò alla donna di andare alla sua presenza, ma Seinfreda mandò invece Gunnora, che era ancora nubile; si dice che Riccardo non si fosse adirato per questo sotterfugio, che permise a Seinfreda di non commettere adulterio, e decise quindi di sposare Gunnora con la quale ebbe tre maschi e tre femmine. Anche Guglielmo di Jumièges racconta lo stesso avvenimento, con qualche piccola differenza: Riccardo partecipò a una partita di caccia durante la quale venne ospitato da un signorotto locale, della cui moglie, Seinfreda, s'innamorò perdutamente. Tuttavia la donna rifiutò le attenzioni del sovrano e le dirottò su sua sorella, Gunnora.
Il matrimonio che Gunnora contrasse con Riccardo I di Normandia fu sicuramente conveniente per entrambi, in quel modo Riccardo si andava a legare a una delle più influenti famiglie del Alta Normandia e anche per i parenti di lei. Il fratello di Gunnora fu il fondatore di un'influente famiglia normanna e le sue sorelle e nipoti contrassero matrimoni altrettanto vantaggiosi.
A differenza che in altri ducati, la Normandia riconosceva i matrimoni secondo il costume more danico, come conferma anche Dudone di San Quintino: Gunnora divenne amante del duca e, solo a seguito delle pressioni dei consiglieri, che desideravano un legittimo erede, Riccardo la sposò e quando a Riccardo venne vietato di nominare il secondogenito Robert Arcivescovo di Rouen egli affermò che lui e la moglie erano sposati secondo i costumi della chiesa di Roma, cosa che rendeva legittimi i loro figli.
Gunnora appare nei documenti ducali fino alla fine del decennio del 1020 e da questi si evince che era una donna versata nelle lingue e, si dice, dotata di eccellente memoria. Gunnora fu anche una delle più importanti fonti di informazioni sulla storia normanna per il cronacotecario Dudone di San Quintino e come vedova di Riccardo accompagnò diverse volte i figli nei loro viaggi. I documenti attestano anche che suo marito fece spesso affidamento su di lei, come reggente per il ducato, mediatore, giudice e, tipico ruolo della madre medioevale, quale arbitro fra lui e il figlio maggiore Riccardo.
Gunnora fu anche una delle fondatrici e delle sostenitrici della Cattedrale di Coutances e posò la sua prima pietra.
Gunnora morì nel 1030, il 5 gennaio.

## I figli
Dal matrimonio di Gunnora e Riccardo nacquero otto figli:
- Riccardo II[1][2](?-1026), detto Il Buono, suo successore;
- Roberto[1][2] (?-1037), fu Arcivescovo di Rouen ed il primo conte d'Évreux;
- Roberto il Danese[1][2] (?-989 circa), citato dalla professoressa, Elisabeth Van Houts, nel suo The Normans in Europe (Manchester: Manchester University Press, 2008[13].
- Mauger[1][2] (?- ca. 1035), conte di Corbeil, il cui nipote sarà Robert Fitzhamon, uno dei più importanti duchi anglo-normanni;
- un altro maschio[1][2].
- Emma[1][2] (985-1052),che divenne la consorte di ben due sovrani inglesi, Etelredo II e Canuto I;
- Havoise[1][2] († 1034), sposò Goffredo I, duca di Bretagna e conte di Rennes;
- Matilde[1][2] († 1005), sposò Oddone II, conte di Blois.

### Fonti primarie
- (LA)  Obituaires de Sens Tome II,.
- (LA)  Chronique de Robert de Torigni, abbé du Mont-Saint-Michel, vol I.
- (LA)  Monumenta Germanica Historica, tomus III.
- (EN)  Dudo of St. Quentin's Gesta Normannorum Archiviato il 15 agosto 2009 in Internet Archive..
- (LA)  Historiæ Normannorum Scriptores Antiqui.

### Letteratura storiografica
- Louis Halphen, Francia: gli ultimi carolingi e l'ascesa di Ugo Capeto (888-987), in «Storia del mondo medievale», vol. II, 1999, pp. 635–661
- (EN)  Elisabeth Van Houts, The Normans in Europe (Manchester: Manchester University Press, 2008